# Палики
Палики  (др.-греч. Παλικοί) — в древнегреческой мифологии два духа серных источников около Этны; Палики почитались в древности как покровители здоровья, земледелия и мореплавания. У источников палик производилась очистительная присяга. Из страха перед Герой мать их спрятала в земле; отсюда появились два горячих серных источника. Алтарь паликов упоминает Вергилий.
По Эсхилу, они — близнецы, рождены Этной от Зевса. Палики считались то сыновьями Адрана (бога местной горы), то Гефеста и нимфы Этны, то Зевса и музы Талии, дочери Этны.